# Celebrity Deathmatch
Celebrity Deathmatch était une émission de télévision parodie en claymation qui faisait se combattre des célébrités dans un ring de catch, combat qui se finissait quasiment toujours par une mort atroce de l'un des participants. L'émission est connue pour montrer dans chaque match des quantités excessives de sang et des blessures exagérées (par exemple un combattant qui survit à une décapitation, etc.). Elle est présentée par Johnny Gomez et Nick Diamond, des commentateurs en pâte à modeler.
La série fut créée par Eric Fogel ; elle fut diffusée sur MTV du 14 mai 1998 au 20 octobre 2002 pendant 75 épisodes. Un épisode spécial fut aussi créé, nommé Celebrity Deathmatch Hits Germany, diffusé le 21 juin 2001. Le catcheur Stone Cold Steve Austin prêta sa voix à sa forme animée en tant que commentateur d'honneur. MTV annonça le tournage d'un film début 2003, mais le projet fut annulé à la fin de l'année.
En 2005, MTV2 annonça la renaissance de la série dans leur bloc de programmes Sic 'Em Friday. Prévu pour novembre 2005, le premier épisode fut finalement diffusé le 10 juin 2006 dans le bloc Sic'emation avec deux autres émissions animées, Where My Dogs At et The Adventures of Chico and Guapo. La cinquième saison fut produite par Cuppa Coffee Studios et le premier épisode fut suivi par 2.5 millions de téléspectateurs, devenant l'épisode pilote le plus regardé sur MTV2.
Un jeu vidéo éponyme est sorti en 2003 sur PC, PlayStation, PlayStation 2 et Xbox, et ne fut pas apprécié des critiques.

## Personnages
De nombreux personnages firent une apparition dans le show, des Spice Girls à Quentin Tarantino, de Shakespeare à Stephen King, de Charles Manson à Ernest Hemingway.
Les combattants ne sont en général pas choisis au hasard ; ils peuvent être des rivaux (Spike Lee vs Quentin Tarantino, Spice Girls vs Hanson...) ou même portant simplement le même nom (Charles Manson vs Marilyn Manson (premier épisode), Jim Carrey vs Mariah Carey...).
Certains catcheurs ont fait une apparition dans le show, comme Undertaker, Stone Cold Steve Austin ou Mankind.

## Controverses
L'émission fut qualifiée de sans cœur lorsque George Taylor, père du rappeur The Game, déclara à Playahata.com en mars 2007 qu'il n'était pas content de la façon dont l'émission avait montré son fils tué par balles, car il avait perdu un fils de cette manière.

## Adaptation en jeu vidéo
L'émission a été adaptée en jeu vidéo de combat en 3D sous le titre Celebrity Deathmatch sur Windows, PlayStation, PlayStation 2 et Xbox.